# Alaki
Alaki ist ein Ort der Inselgruppe Tongatapu im Süden des pazifischen Königreichs Tonga.

## Geographie
Der Ort liegt am Südufer der Fangaʻuta Lagoon und ist heute ein Vorort von Tatakamotonga, dem Hauptort im Distrikt Tatakamotonga, vor Holonga im Westen.
Nördlich des Ortes liegt die Insel Moʻungatapu in der Lagune.
Sehenswürdigkeiten sind die historische Captain Cook Landing Site und der Captain Cook’s Tree.

## Klima
Das Klima ist tropisch heiß, wird jedoch von ständig wehenden Winden gemäßigt. Ebenso wie die anderen Orte der Tongatapu-Gruppe wird Alaki gelegentlich von Zyklonen heimgesucht.